# Rambla de la Viuda
Rambla de la Viuda är ett periodiskt vattendrag i Spanien.   Det ligger i provinsen Província de Castelló och regionen Valencia, i den östra delen av landet, 300 km öster om huvudstaden Madrid.